# Georg Friedrich Kersting
Georg Friedrich Kersting, né le 31 octobre 1785 à Güstrow, dans le duché de Mecklembourg-Schwerin, et mort le 1er juillet 1847 , est un peintre et dessinateur allemand, surtout connu pour ses peintures d'intérieur de l'époque Biedermeier et par son association avec son compatriote, l'artiste Caspar David Friedrich.

## Biographie
Georg Friedrich Kersting, fils d'un vitrier, est issu d'une modeste famille nombreuse habitant près de Rostock dans le duché de Mecklembourg-Schwerin au nord de l'Allemagne actuelle. Il étudie à l'Académie royale des beaux-arts du Danemark entre 1805 et 1808, où il adopte la clarté visuelle de l'école contemporaine danoise et y reçoit une médaille d'argent en dessin.

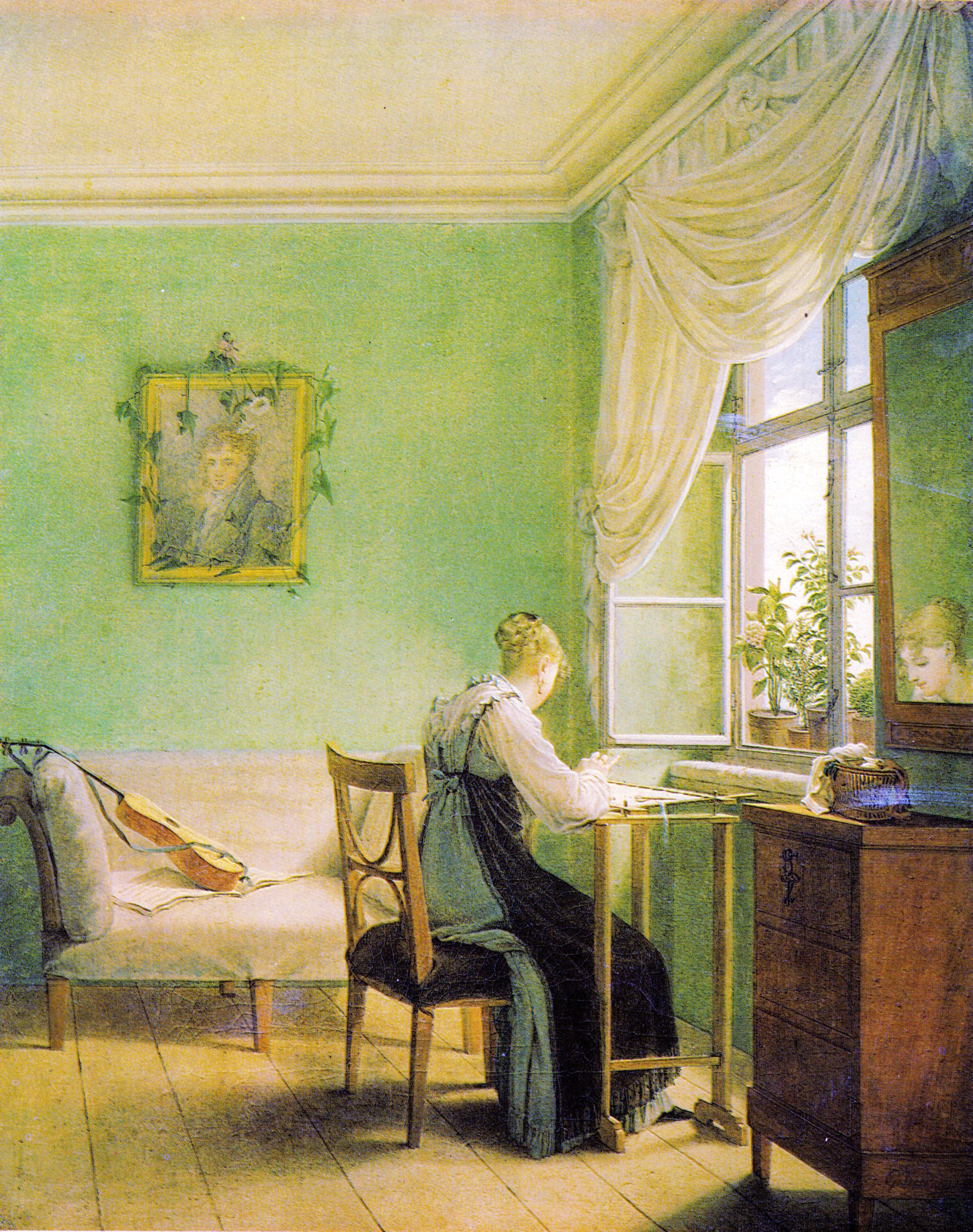
Sur le cadre de broderie, 1811, Schlossmuseum, Weimar

Kersting s'établit à Dresde en 1808, où il devient un ami intime de Caspar David Friedrich. Louise Seidler le présente à Goethe qui demande à voir sa peinture puis le recommande au duc Charles-Auguste qui lui achète le tableau La Brodeuse dont il réalise plusieurs versions.
Il s'engage en 1813 dans le Lützowsches Freikorps, une force volontaire de l'armée prussienne.
Il part en Pologne en 1814 et y exerce l'emploi de maître de dessin. Kersting s'établit ensuite à Meissen en 1818, où il se marie. Cette même année, il devient l'artiste en chef d'une manufacture de porcelaine Biedermeier et y est reste jusqu'à la fin de sa vie.

### Descendance
Georg Friedrich Kersting épouse en 1818 Agnes Sergel de Dresde qui lui donnera quatre enfants, Ernst, Richard (chimiste à Riga), Hermann et Ännchen.
- Hermann Karl Kersting (de), né le 19 janvier 1825 à Meissen et mort le 11 novembre 1850 à Dresde, est un peintre de scènes historiques et de paysages. Il étudia à l’Académie de Dresde où il fut élève d'Eduard Bendemann et de Julius Schnorr von Carolsfeld.
- Un fils de Richard, Hermann Kersting (de) (1863-1937) est un médecin et explorateur en Afrique.

Portraits de ses enfants par Kersting
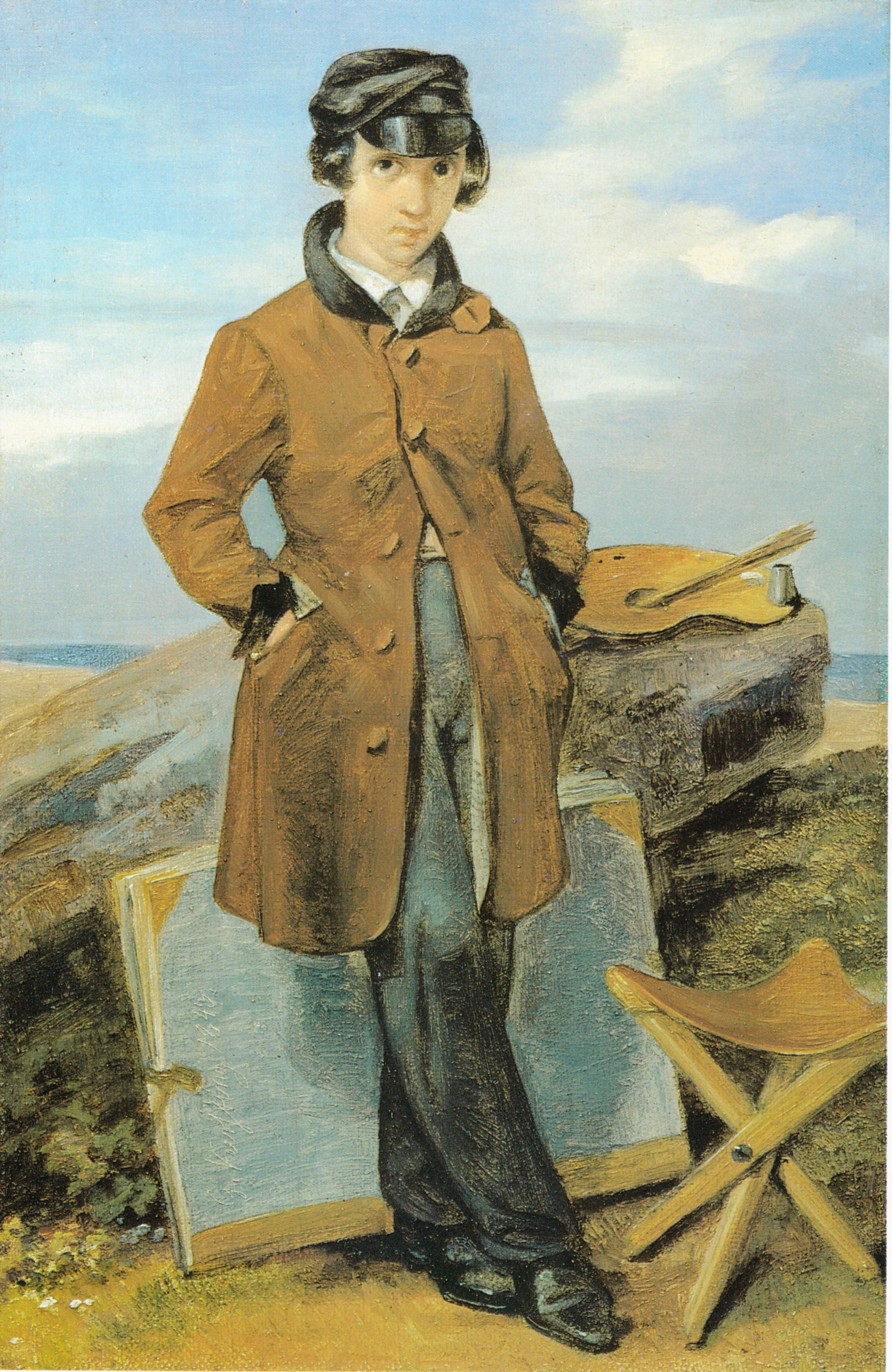
Hermann Kersting, 1843
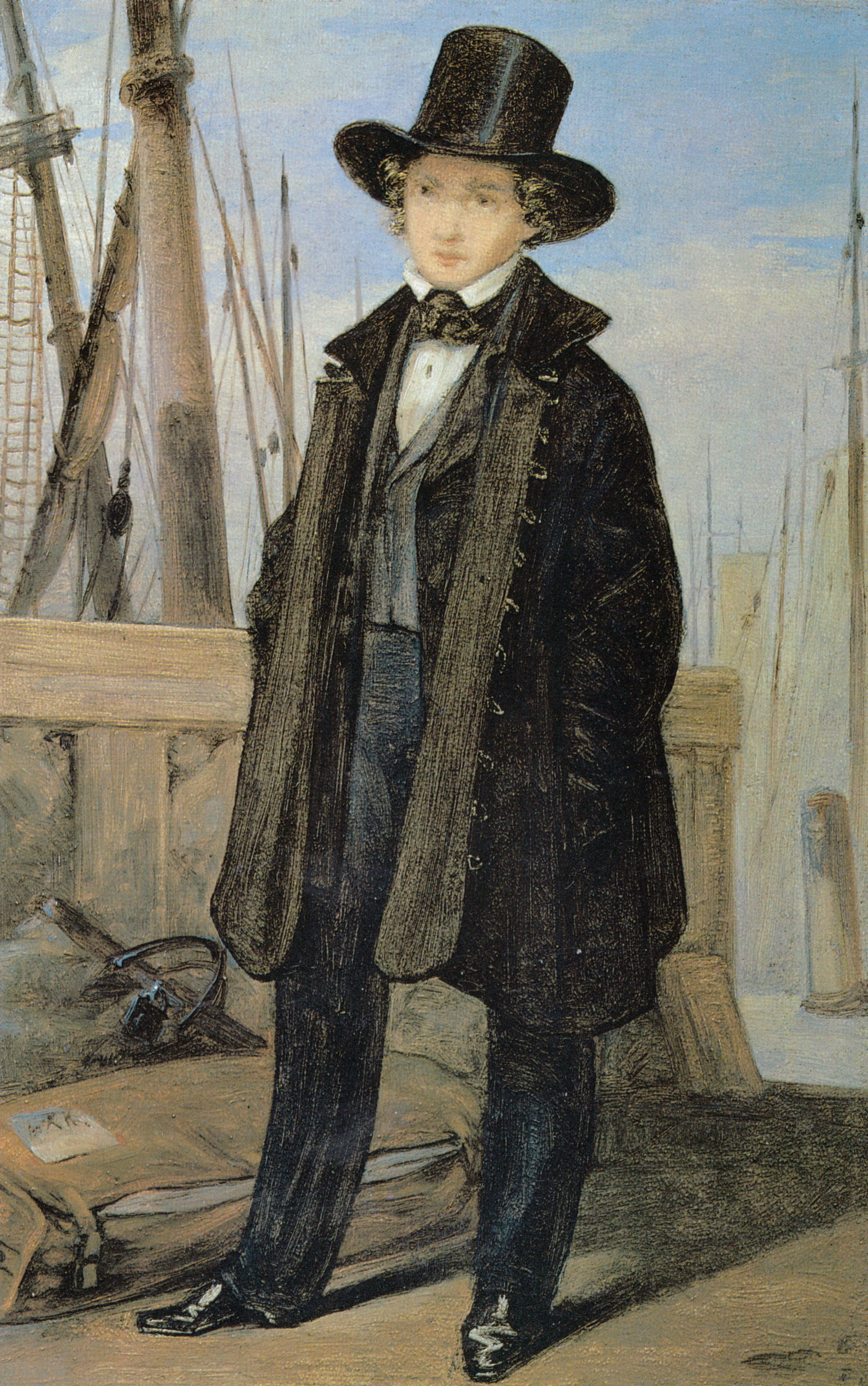
Richard Kersting avant son départ pour Riga
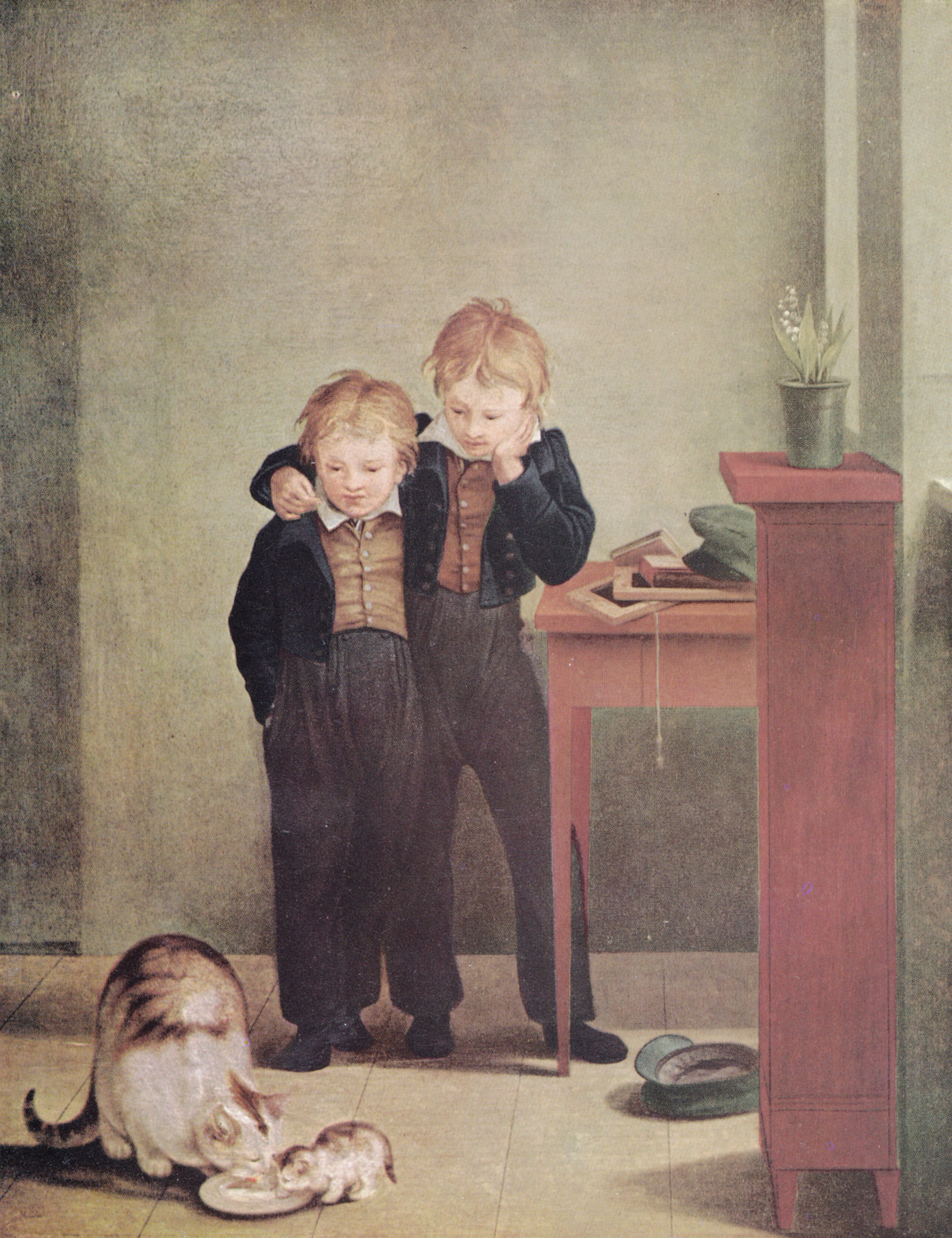
Ernst et Richard observant des chats
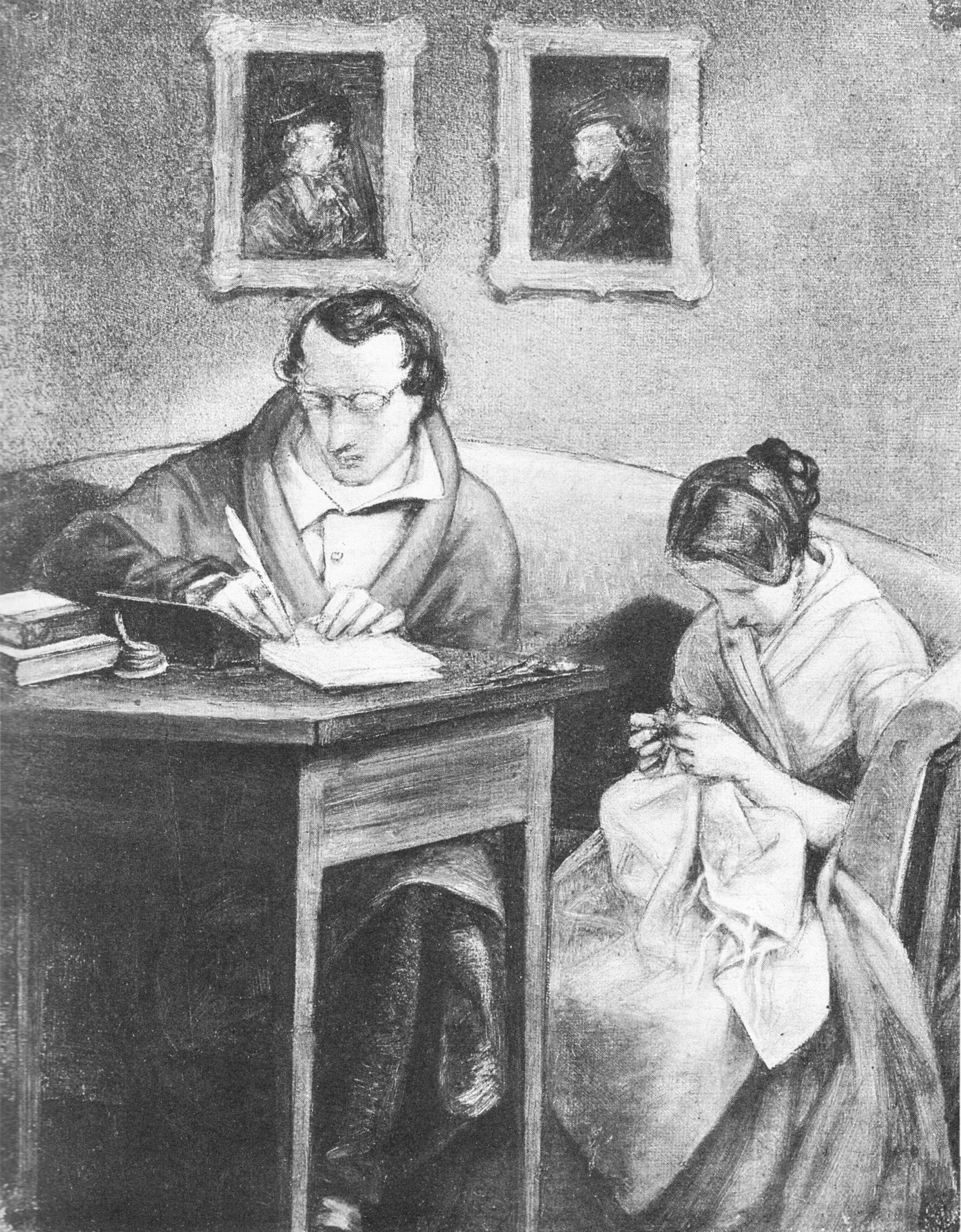
Ernst et Ännchen sur un divan, vers 1843

## Œuvre

### Peintures et dessins
- La Brodeuse, 1812, huile sur toile, 47 × 37 cm, Schlossmuseum, Weimar[1]
- Homme à son bureau dans un cabinet d'étude, 1811 huile sur toile, 46 × 37 cm, Schlossmuseum, Weimar[1]
- Sur le cadre de broderie (la peintre Louise Seidler), 1827, huile sur panneau, 47 × 36 cm, Galerie d'art de Kiel[2]
- Femme au rouet et enfant au tambour avec un sabre 1828, huile sur toile, hauteur: 40 cm, Musée communal de Güstrow[3]
- Sur les avant-postes, 1829, huile sur bois, 18 × 24 cm, Alte Nationalgalerie, Berlin[4]

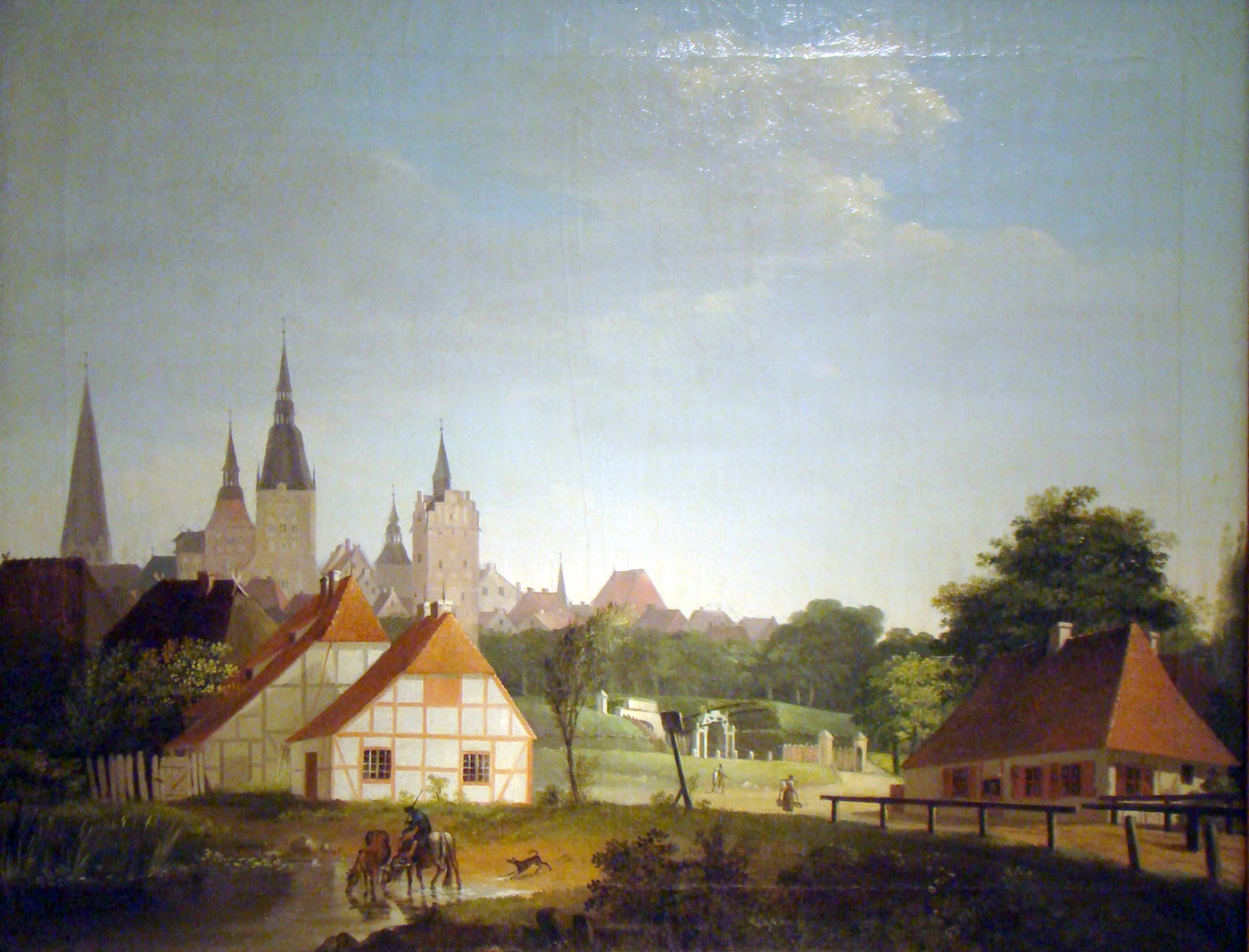
Vue de Rostock, 1809 Rostock, Städtisches Museum
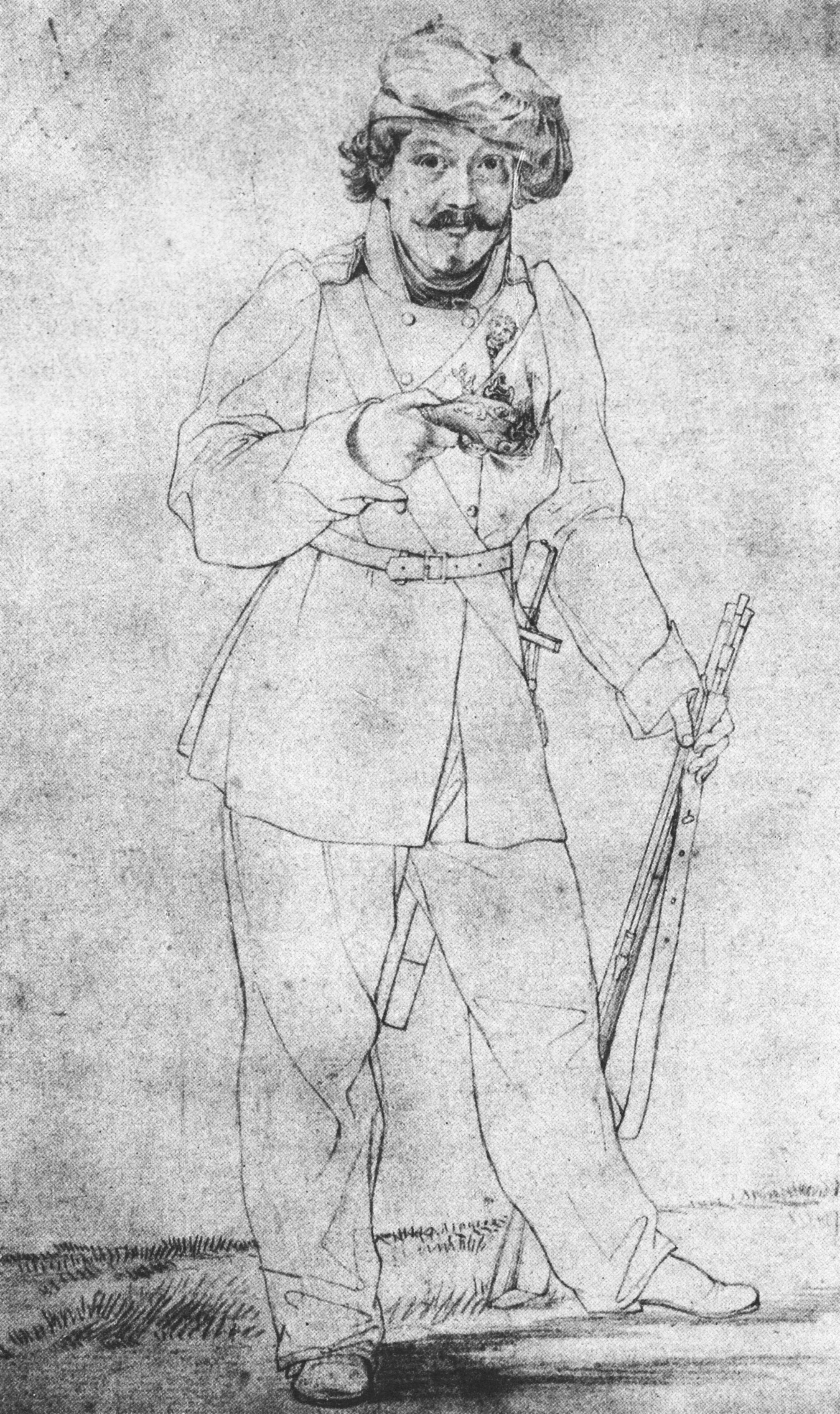
Autoportrait en uniforme de chasseur du Lützowsches Freikorps
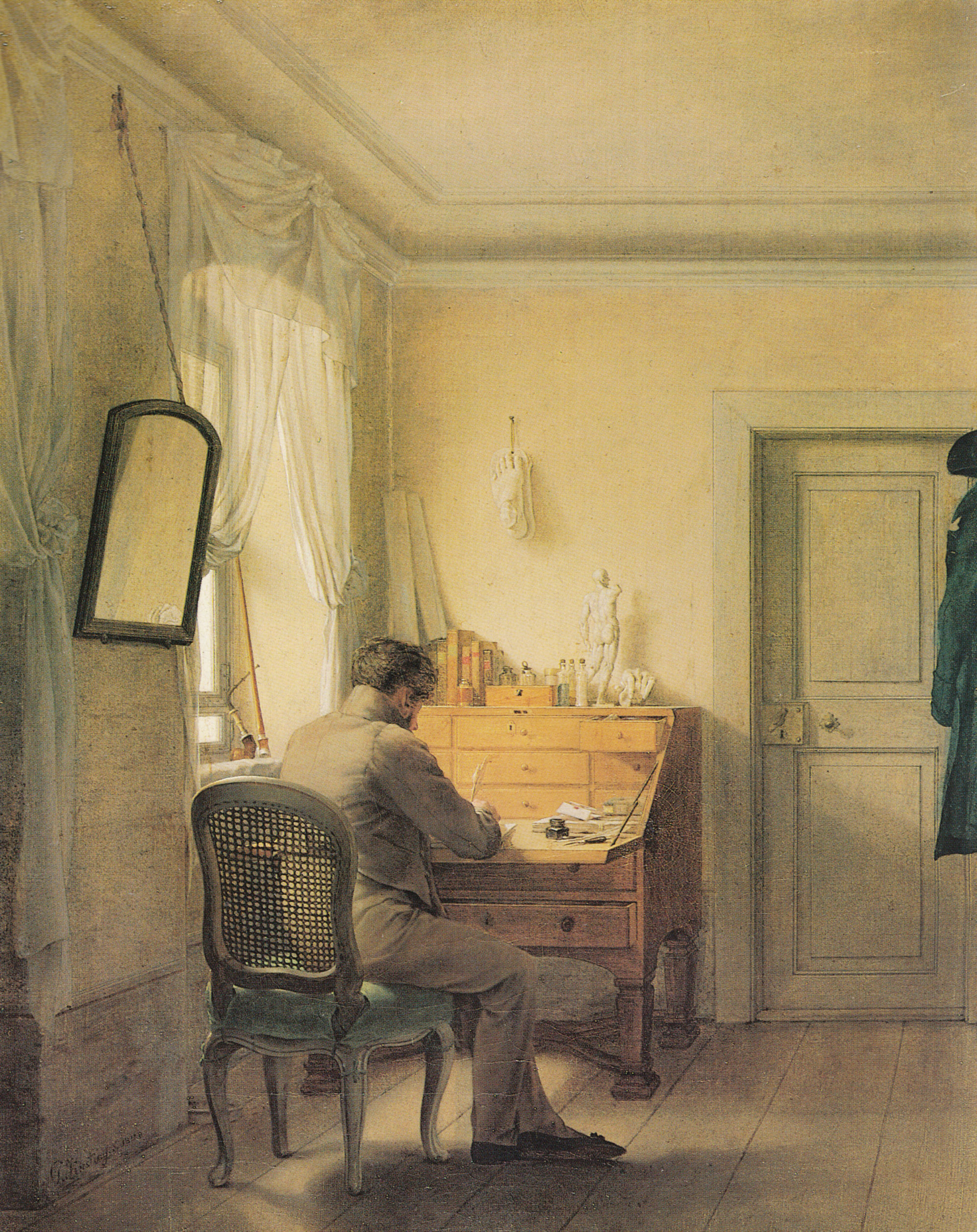
Homme à son bureau, 1811 Schlossmuseum
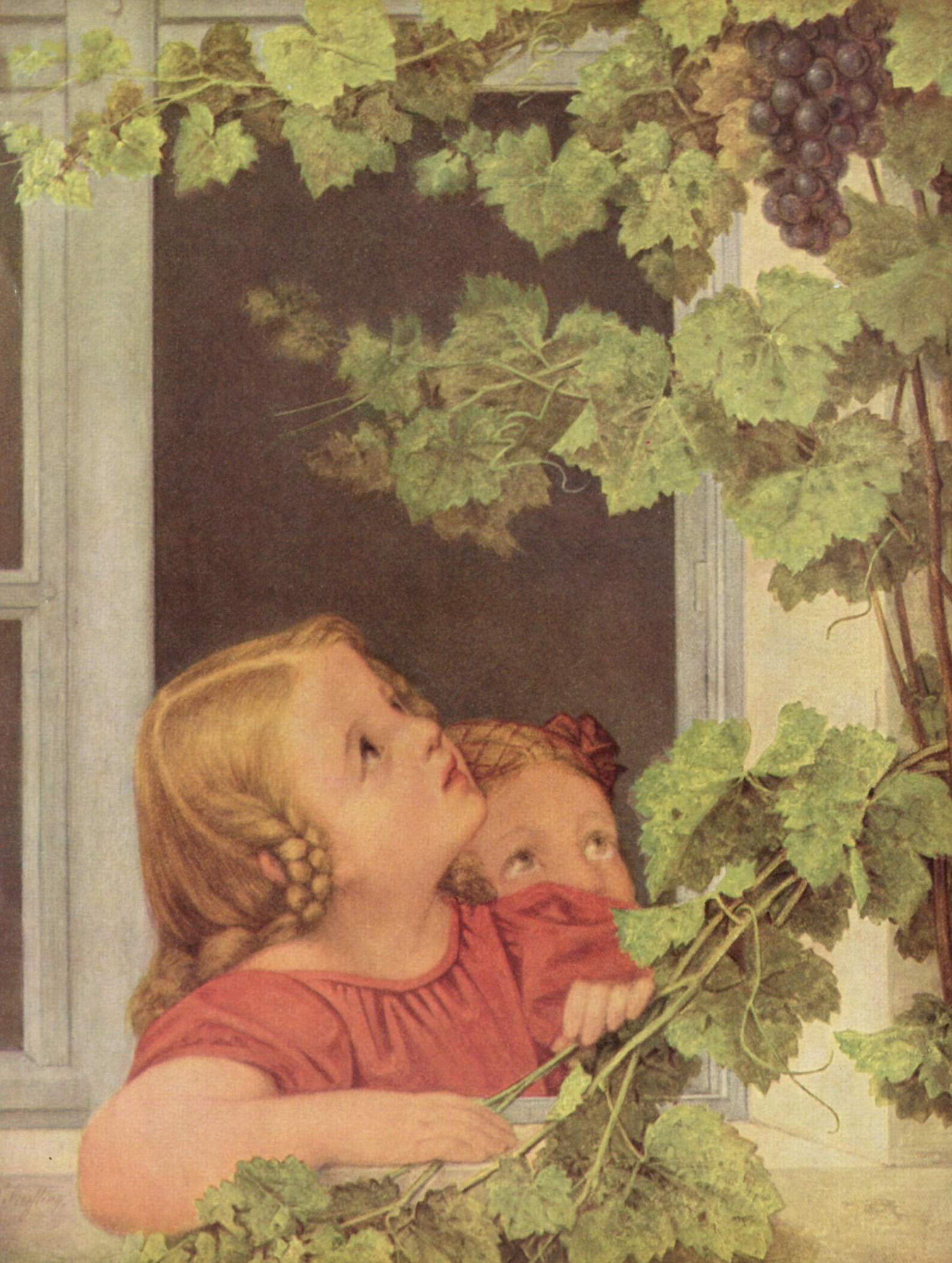
Enfants à la fenêtre, vers 1815 Museum Kunstpalast, Düsseldorf
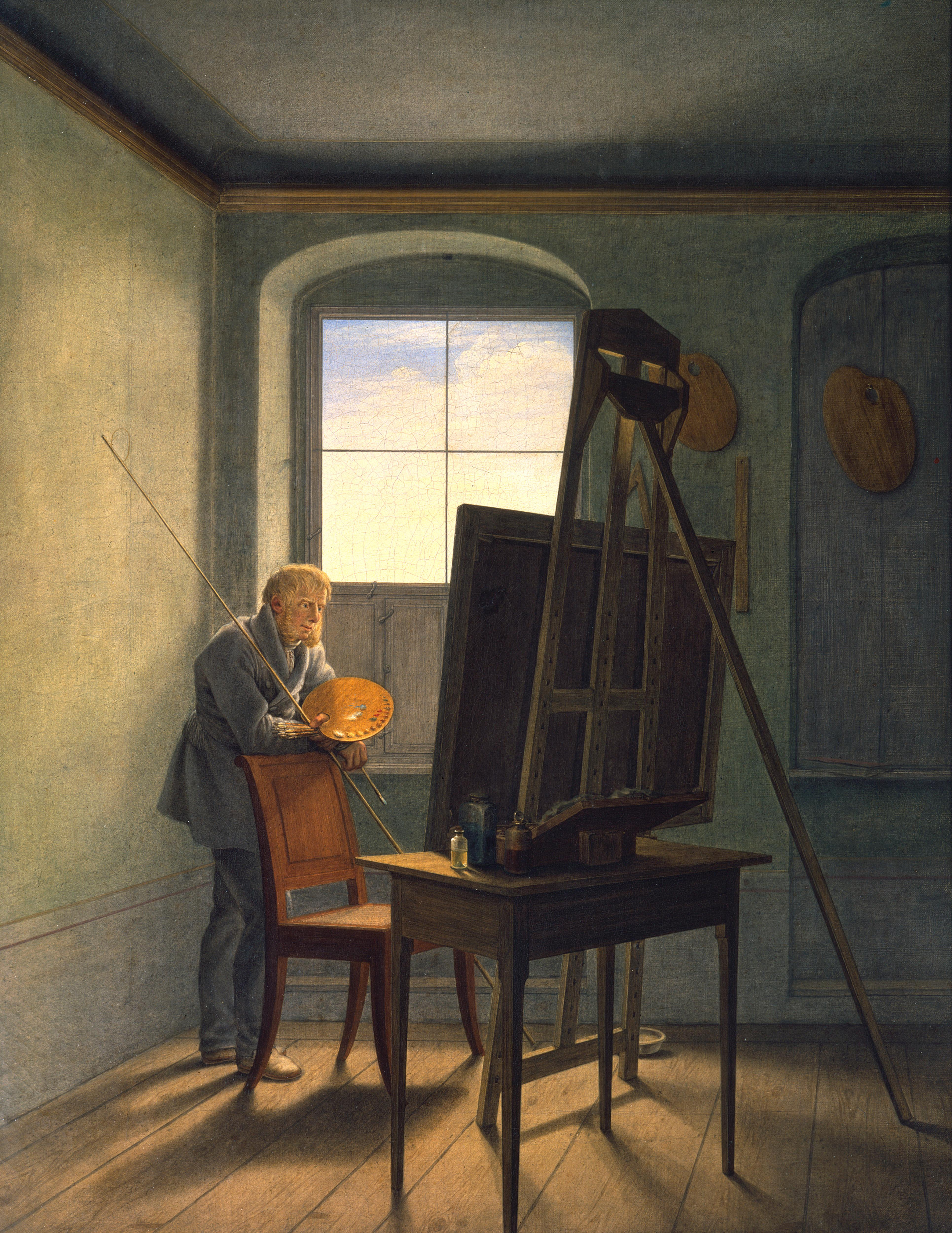
Caspar David Friedrich dans son atelier, 1819 Alte Nationalgalerie, Berlin
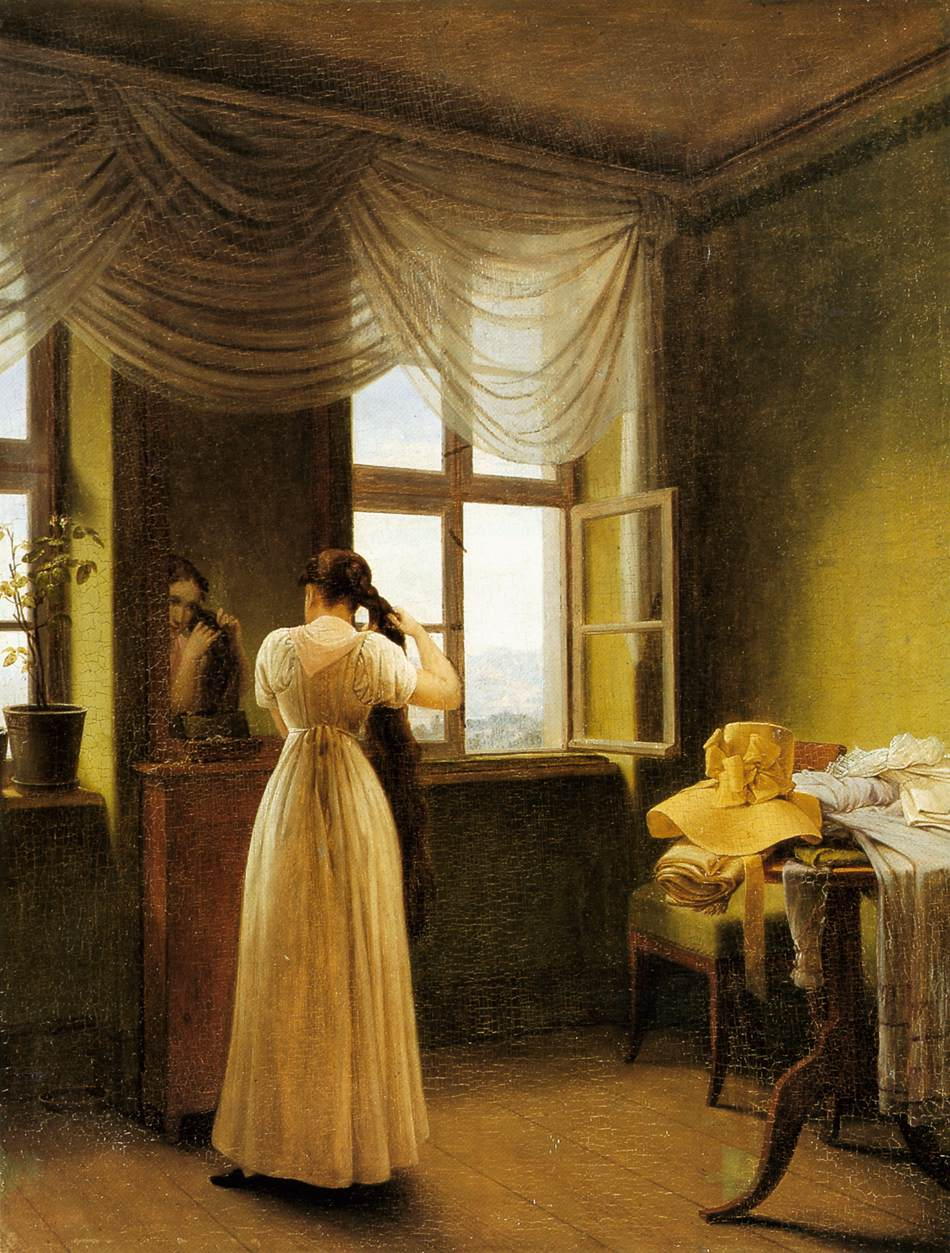
Au miroir, 1827 Kunsthalle, Kiel
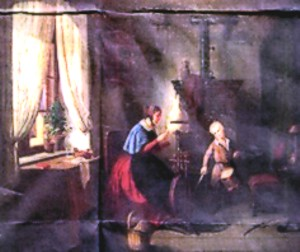
Femme au rouet et enfant au tambour, 1828 Musée Güstrow
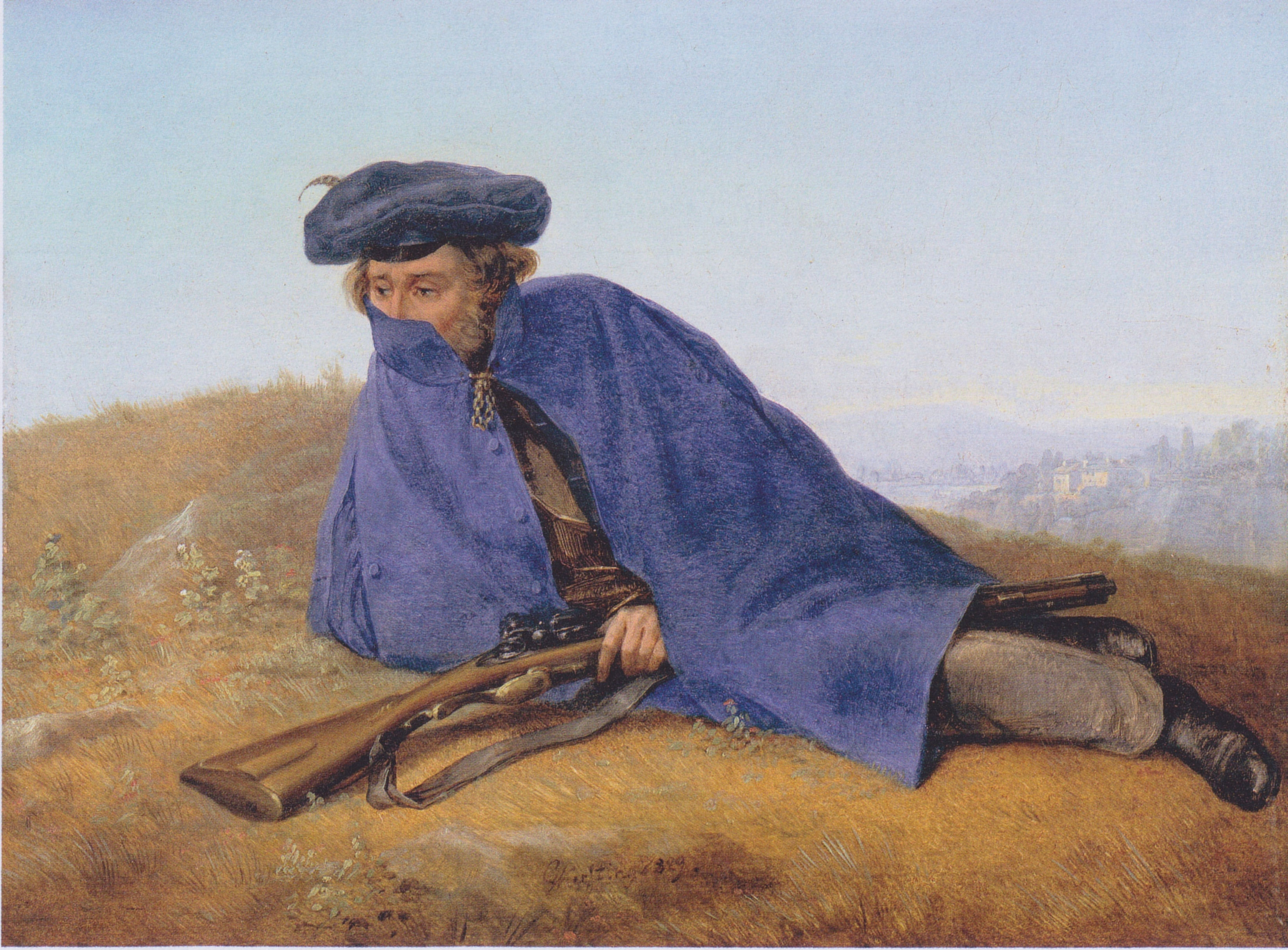
À l'avant-poste, 1829 Alte Nationalgalerie
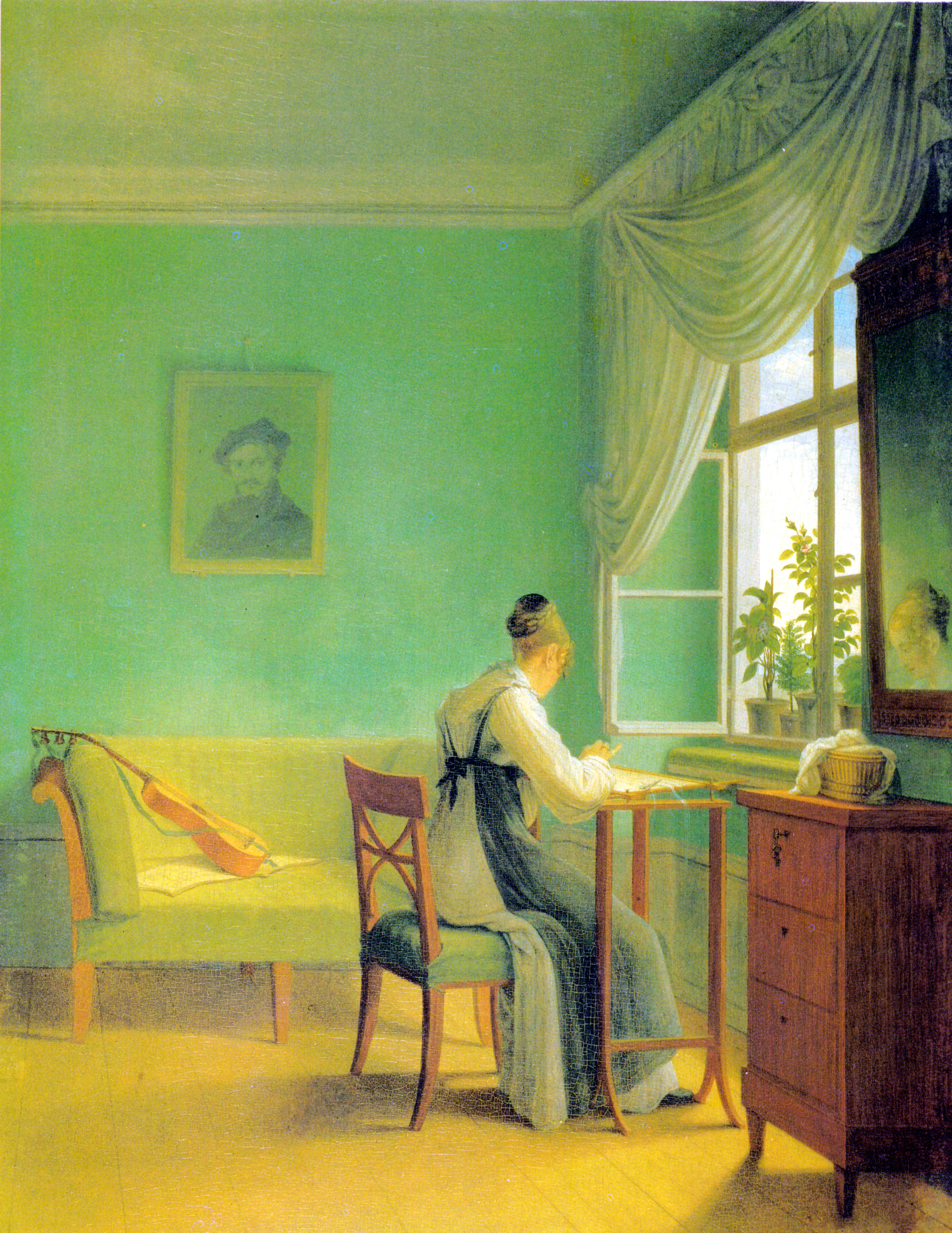
La Brodeuse, 1827 Galerie d'art de Kiel

### Porcelaine de Saxe

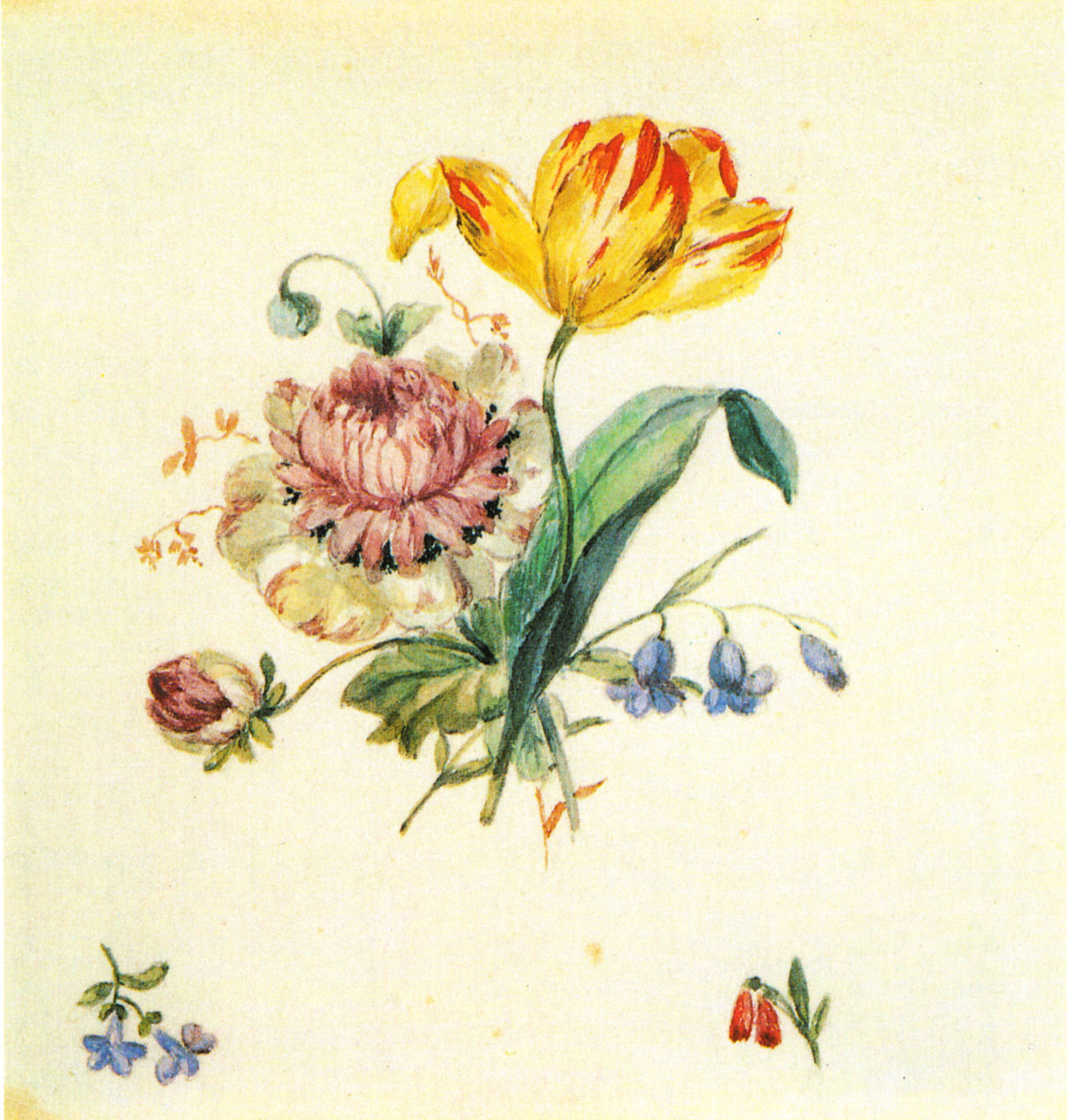
Coupe de fruits
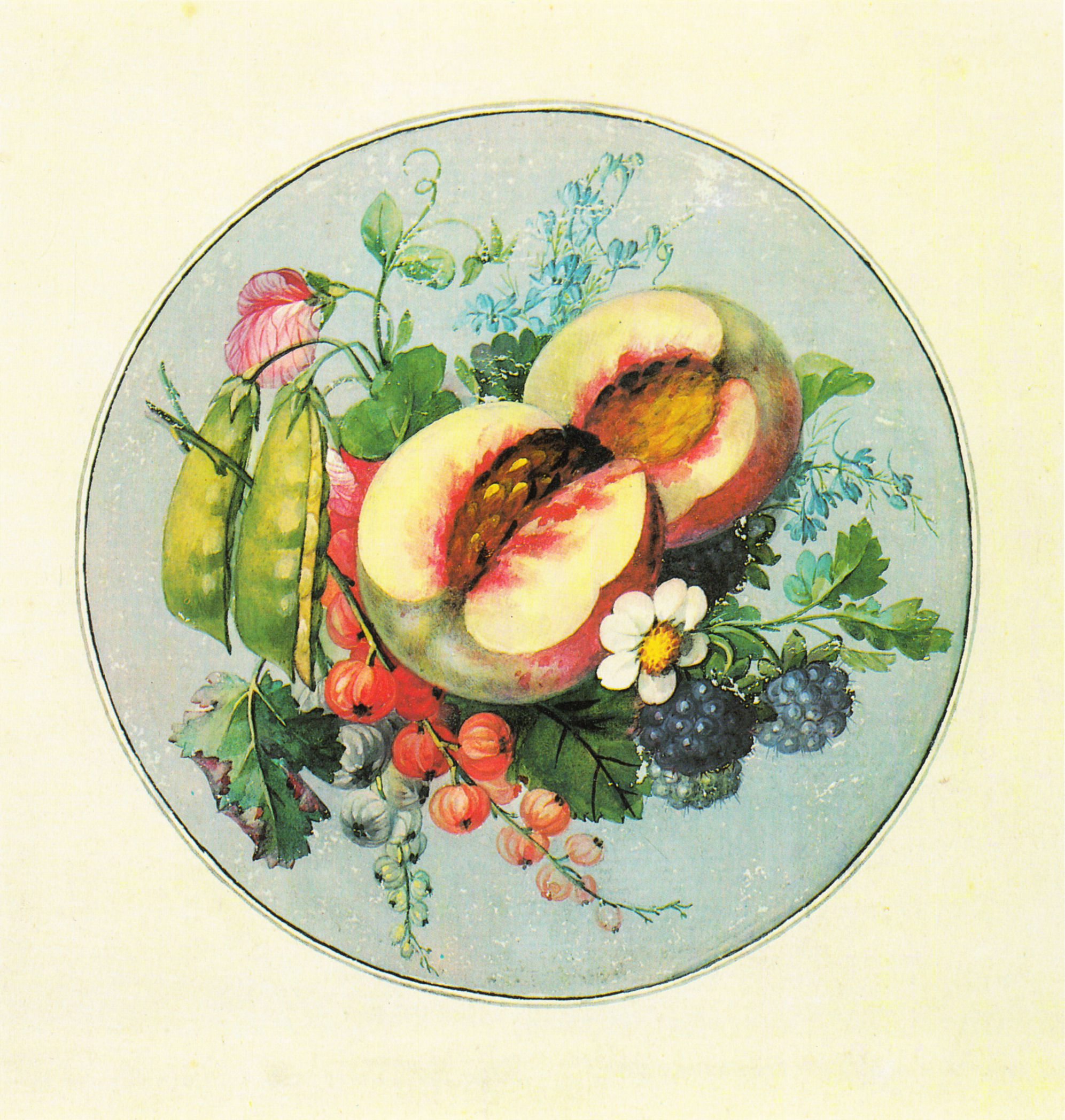
Bouquet floral de tulipes et de fleurs éparses
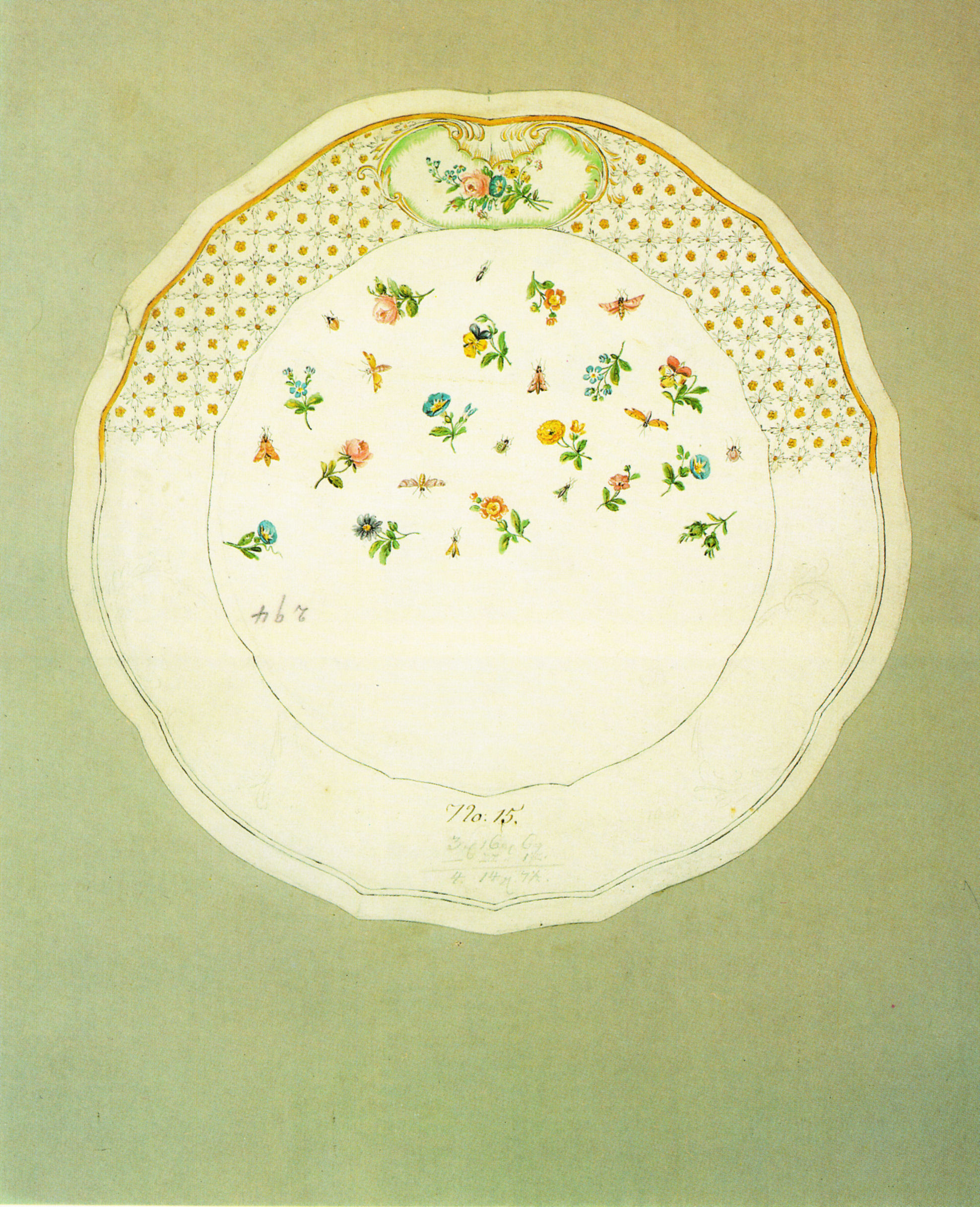
Fleurs éparses et insectes